# Eguenigue
Eguenigue är en kommun i departementet Territoire de Belfort i regionen Bourgogne-Franche-Comté i östra Frankrike. Kommunen ligger i kantonen Fontaine som tillhör arrondissementet Belfort. År 2022 hade Eguenigue 270 invånare.

## Befolkningsutveckling
Antalet invånare i kommunen Eguenigue
| Referens: INSEE |